# Paul Köchli
Paul Köchli (* 22. April 1947 in Basel) ist ein ehemaliger Schweizer Radrennfahrer und Sportlicher Leiter von Strassenradsportmannschaften. Anschliessend wurde er als Trainingswissenschaftler bekannt.

## Leben
Paul Köchli errang seine grössten Erfolge als Amateur. 1966 wurde er Schweizer Meister im Strassenrennen. Bei den UCI-Strassen-Weltmeisterschaften 1966 auf dem Nürburgring belegte er im Strassenrennen der Amateure den 11. Platz. 1967 siegte er in der Vier-Kantone-Rundfahrt der Amateure.
Ein Jahr später wurde er Profi. Nach seiner Aktivkarriere wurde er Sportlicher Leiter verschiedener Profiradsportteams.
In den Jahren 1985 und 1986 führte Köchli das Team des Unternehmers Bernard Tapie La Vie Claire bei der Tour de France zum Sieg. La Vie Claire konnte mit Bernard Hinault und Greg LeMond jeweils den Erst- und Zweitplatzierten der Tour stellen.
Köchli machte sich international einen Namen als renommierter Trainingswissenschaftler, weshalb er auch Rad-Professor genannt wird. Er verfasste das J+S-Leiterhandbuch für Radsport-Betreuer in der Schweiz und entwickelte die PowerCoach Software für Radsportler.

## Ehrungen
1986 wurde Paul Köchli zum Schweizer Trainer des Jahres gewählt.

## Erfolge
1966
- Schweizer Amateurmeister – Strassenrennen

## Teams
- Tigra – Grammont, 1967
- Frimatic–Wolber–De Gribaldy (Frankreich), 1968
- Tigra – Enicar (Schweiz), 1968
- Tigra (Schweiz), 1969
- Frimatic–Viva–De Gribaldy (Frankreich), 1969
- Ovaphil – Bonanza (Schweiz), 1970
- Frimatic–De Gribaldy (Frankreich), 1970